# Selva Marítima
La Selva Marítima, Baixa Tordera, Marina de la Selva o Costa Brava Sud, és una comarca natural o subcomarca al voltant de Blanes.
En sentit restringit subcomarcal, la Selva marítima es refereix al litoral de la comarca de la Selva, per contraposició a la Selva interior. Comprèn els municipis de Blanes, Lloret de Mar i Tossa de Mar.
En sentit comarcal, comprèn el triangle entre Tossa de Mar, Calella i Hostalric, situat a la conca baixa de la Tordera, entre el sud i sud-oest de la Selva i el nord-est del Maresme. En l'Informe sobre la revisió del model d'organització territorial de Catalunya de l'any 2000, conegut com l'Informe Roca, la Selva Marítima era una de les set noves comarques proposades, amb capital a Blanes, i incorporada a la vegueria de Girona.
El conseller de Governació i Administracions Públiques, Joan Carretero, va anunciar l'any 2005 la proposta d'ampliar la nova comarca a tots els municipis de l'Alt Maresme.
El nom de Costa Brava Sud és el proposat per l'ajuntament de Lloret, però rebutjat pel consorci de la Costa Brava per desvirtuar la marca turística. Els tres municipis litorals de la Selva són dins la Costa Brava. El nom de Baixa Tordera és el proposat pels municipis del nord del Maresme. El nom de Marina de la Selva és l'utilitzat tradicionalment com a sinònim de l'Alt Maresme.

## Història
La comarca, inclòs tot l'Alt Maresme, va pertànyer històricament a la demarcació de Girona, com a comtat, vegueria, corregiment i bisbat.
En la divisió provincial del 1833, es va establir el límit provincial en el riu Tordera, però l'Alt Maresme va continuar a la diòcesi de Girona i a l'arxidiaconat de la Selva. Actualment la comarca és una de les quatre zones pastorals amb dos arxiprestats: de la Tordera (entre Tossa i Malgrat de Mar) i del Maresme (entre Santa Susanna i Arenys de Mar).
En l'enquesta prèvia a la divisió comarcal de 1936, Tordera afirmava ser del Baix Tordera, Palafolls del Tordera, i Blanes de la Maresma del Gironès demanant la capitalitat.
En la consulta municipal prèvia a la restauració comarcal del 1987, diversos ajuntaments van manifestar la seva incomoditat dins la divisió comarcal establerta: Calella, Pineda, Tordera, Blanes, Lloret i Tossa. Blanes reclamava una nova comarca anomenada Selva Marítima.

## Geografia
La comarca comprèn tres sectors
- A l'interior, la Tordera forma un passadís encaixat entre el Montseny i el Montnegre, amb els municipis de d'Hostalric, Massanes, Fogars de la Selva i Sant Feliu de Buixalleu.
- El litoral de la Selva és la part més occidental de la Costa Brava. La Serralada Litoral separa la zona de la Selva interior. S'estén entre el puig de les Cadiretes (510 m) fins a la desembocadura de la Tordera. Comprèn els municipis de Tossa, Lloret i Blanes.[6] L'alt desenvolupament turístic ha provocat que tant Lloret com Blanes tripliquin la població de la capital Santa Coloma de Farners. En conjunt, els tres municipis tenen el 50% de la població de la comarca de la Selva.
- El sector més septentrional del Maresme, amb els municipis de Malgrat de Mar, Calella, Santa Susanna, Tordera, Pineda de Mar i Palafolls. Dins del Maresme es produeix una discontinuïtat urbanística entre Calella i Sant Pol de Mar, amb escassa vinculació amb la resta del Maresme.[2]

La comarca constitueix una ròtula entre l'àrea metropolitana de Barcelona i la regió de Girona. Forma un mercat interior amb un alt grau de relació laboral interna i amb escasses relacions amb Mataró o Santa Coloma de Farners. El riu Tordera avui en dia no constitueix cap obstacle, al contrari, les vies de comunicació passen per la seva conca i la gestió de l'aigua convida a una planificació conjunta.

## Llista de municipis
| Entitat de població     | Habitants |
| ----------------------- | --------- |
| Blanes                  | 41.935    |
| Calella                 | 20.207    |
| Fogars de la Selva      | 1.678     |
| Hostalric               | 4.443     |
| Lloret de Mar           | 42.134    |
| Malgrat de Mar          | 19.270    |
| Massanes                | 843       |
| Palafolls               | 9.933     |
| Pineda de Mar           | 29.415    |
| Sant Feliu de Buixalleu | 878       |
| Santa Susanna           | 3.999     |
| Tordera                 | 18.795    |
| Tossa de Mar            | 6.241     |
| Font: Idescat           |           |